# Товариство вивчення російської садиби

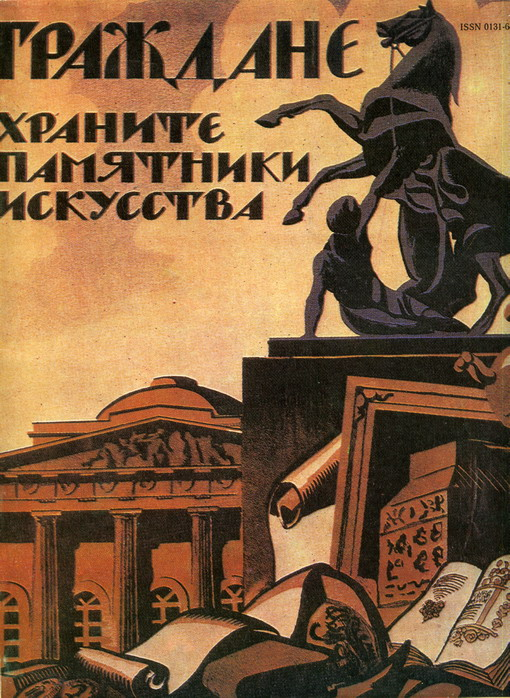
Худ. Купреянов Микола Миколайович Плакат «Громадяни! Бережіть пам'ятки мистецтва» («Граждане ! Храните памятники искусства !»), 1919 р.

«Товари́ство ви́вчення росі́йської сади́би» (рос. Общество изучения русской усадьбы; ОИРУ) — відновлене товариство вивчення і пропаганди російської садибної культури і садиб (рос. уса́дьба), — різновид краєзнавчої діяльності. Центр товариства розташований у місті Москва.
Товариство — некомерційна, науково-просвітницька спілка, мета якої отримання і збереження інформації історико-краєзнавчого характеру.
Головна мета — збереження уяви в широких колах суспільства про надзвичайну вартість минулого і необхідність збереження якомога більшого числа пам'яток історії — від історичних краєвидів і садиб до дрібниць історичного побуту попередників. Відсутність коштів не дозволяє товариству безпосередньо займатися рятуванням, збереженням чи реставрацією пам'яток історії і мистецтва. Це справа інших інституцій і держави.
20 серпня 1930 — дати виходу постанови НКВС РРФСР про ліквідацію ОИРУ.
Голови:  В.В. Згура, А.Н. Греч, А.В. Григорьев.

## Історія

### Вісім перших років і загибель
Уривок з книги Збігнєва Бжезинського " Out of Control Global on the Twenty-First Cencery " (російською): 
| Во многих мемуарах - начало XX века провозглашалось началом подлинного века разума... В противоположность тому, что 20 век обещал, он стал самым кровопролитным и злобным столетием в истории человечества, временем вероломных политических интриг и чудовищных убийств. Жестокость получила законный статус в беспримерных масштабах, убийства организовывались с «производственным» размахом. Поразителен контраст между возможностями творить добро, которые предоставила наука, и политическим злом, которому фактически дали волю. Никогда прежде не убивалось в таких глобальных масштабах столь огромное число людей и никогда прежде к уничтожению людей не стремились с таким упорством, во что бы то ни стало добиваясь целей, высокомерно противоречащих здравому смыслу. |
- Жовтень 1917 р. — більшовицький переворот в Петербурзі — Петрограді.
- Голод 1921 р. забрав життя приблизно 5.000.000 людей.
- Громадянська війна, що закінчилася 1922 р., забрала життя приблизно 13.000.000 людей.

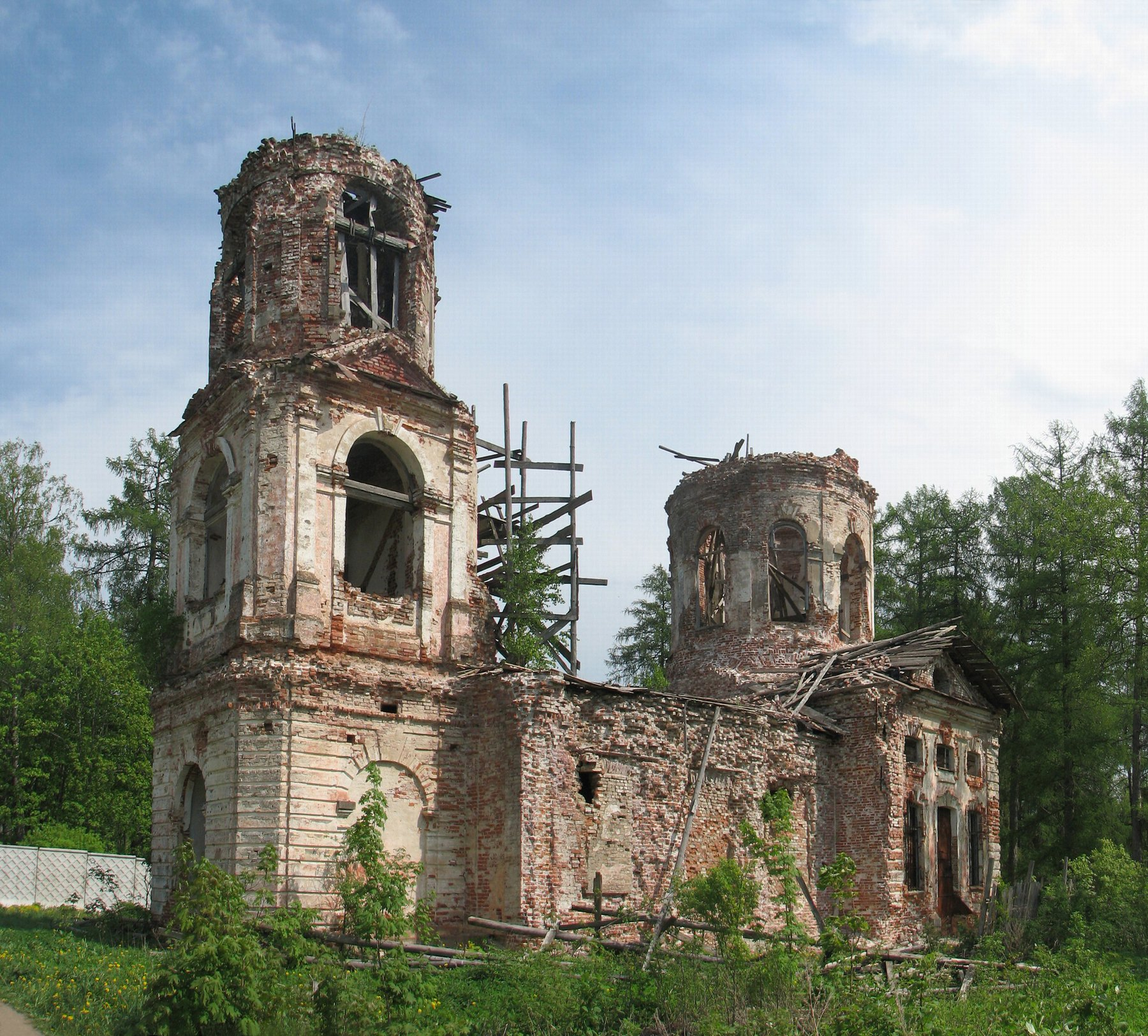
Церква в ім'я Володирської ікони Божої Матері, садиба Диліци-Єлизаветіно, Ленінградська обл., Росія, 2007

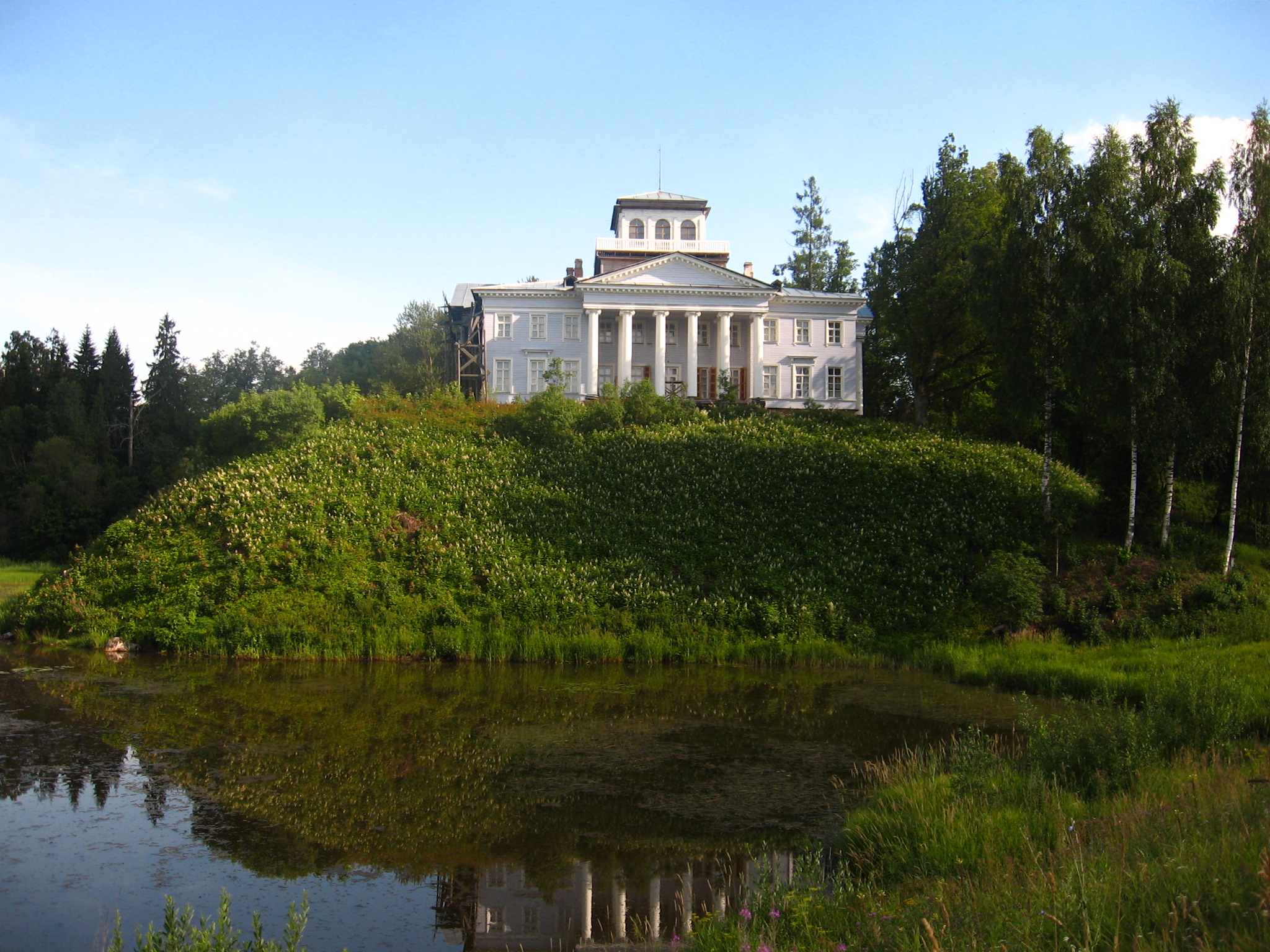
Садиба Рождєствено Набокових, Ленінградська обл, Росія, 2007 рік.

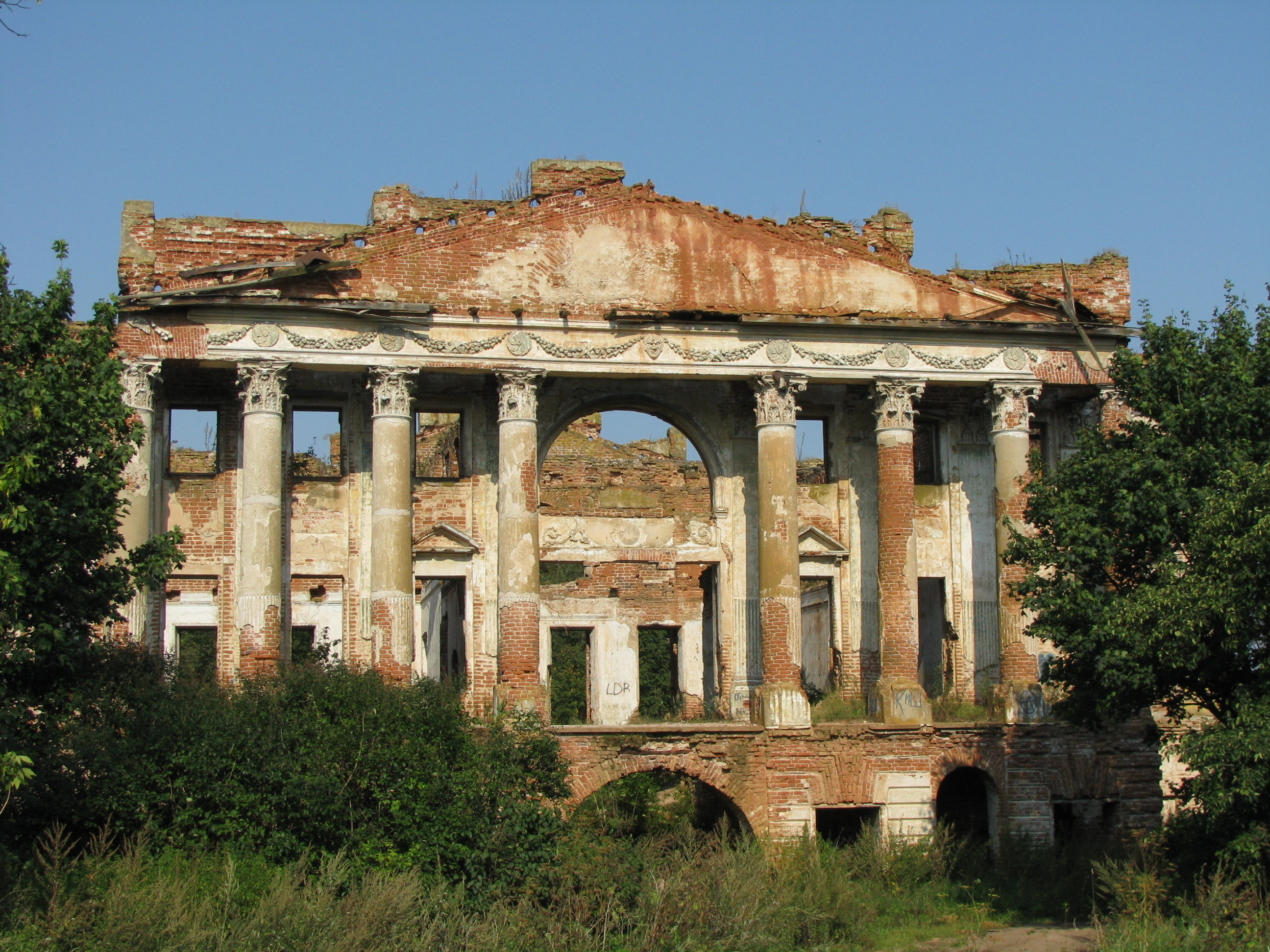
Садиба Вяземських, Пущіно на Нарі, Московська обл., Росія, 2008 рік.

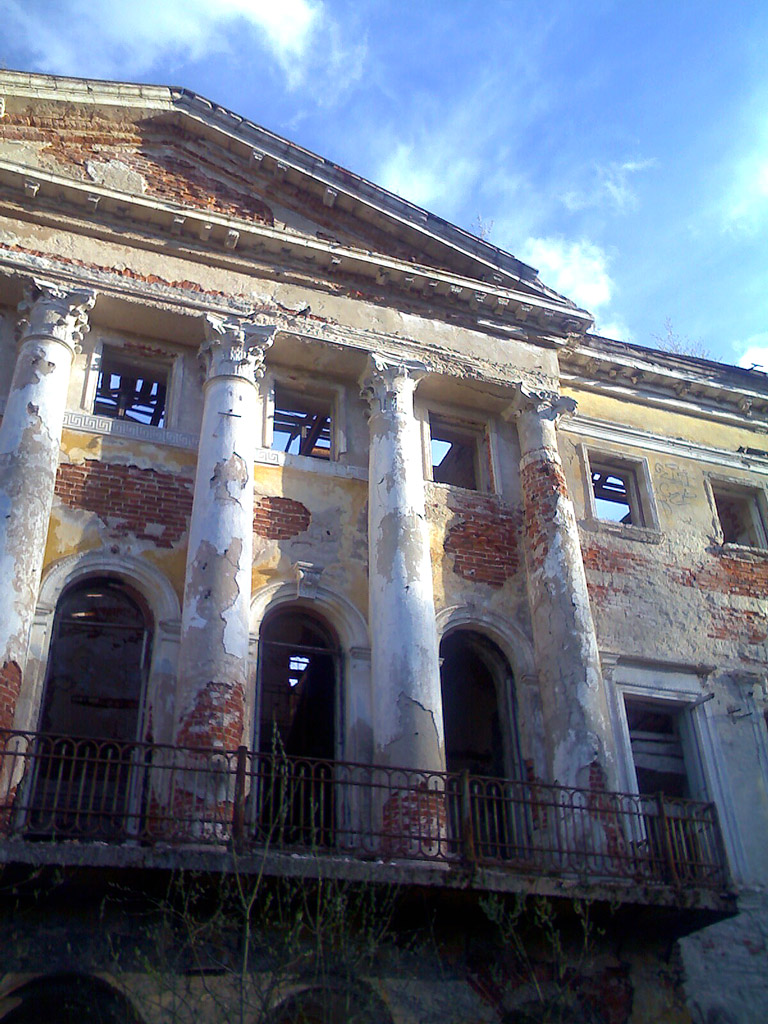
Садиба Гребньово після нещодавньої пожежі, Московська обл., Росія, 2007

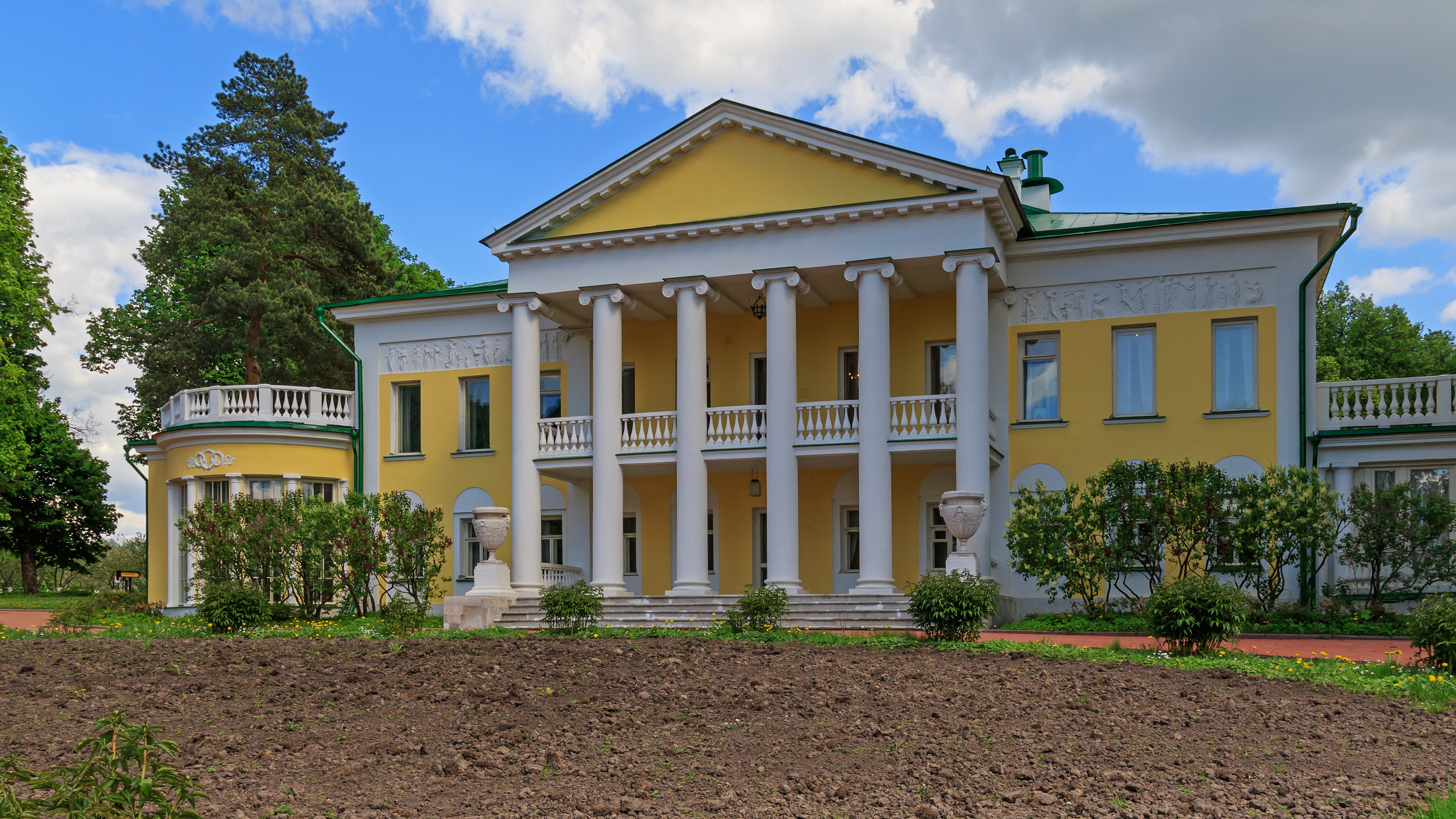
Музей-садиба Горкі-Ленінські,Московська обл, Росія.

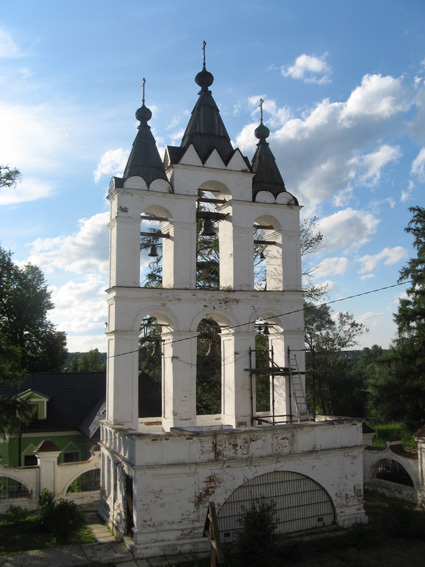
Дзвіниця в садибі Великі Вязьоми, Московська обл,Росія,2007 рік

На цьому історичному тлі і заснували 22 грудня 1922 року перше Товариство вивчення російської садиби. Історики і мистецтвознавці, заклопотані неминучою загибеллю культури в країні, ставлять мету зафіксувати стан спалених, покинутих, зруйнованих садиб колишньої Російської імперії. На чолі нової спілки став молодий дослідник,мистецтвознавець Згура Володимир Васильович (1903—1927).
Відомі масові випадки пограбування покинутих садиб, коли селяни з іконами в руках благословляли побиття вікон і дзеркал, розтрощення картин і скульптур, спалення маєтків. Меблі розламували на шматки і розділяли на громаду, аби нікому не було образи. Острах за скоїне пограбування часто приводив до повного знищення забраного майна, аби уникнути майбутнього покарання.
Нова варварська влада націоналізувала палаци й садиби і навіть організувала в деяких з них музеї. Але націоналізація мало сприяла збереженню садиб і творів мистецтва в них. Розуміючи це, розпочалася кампанія масового вивезення цінностей з садиб в столиці — масово вивозили панські бібліотеки, картини, меблі. Лише частка стане надбанням художніх музеїв чи державних бібліотек. Новий уряд ухвалив продавати твори мистецтва і книги заради швидкого і необтяжливого для уряду відновлення промисловості, зруйнованої війною.
Нове товариство не могло завадити грабіжницькій політиці уряду, з одного боку, і грабіжницькій агресії неписьменного в більшості населення з боку другого. Його скромні цілі обмежувались інспекційними обстеженнями, фіксаціями стану і друкуванням набутої інформації. Статті товариства з 1923 р. з'явились в журналах (російською)
- «Среди коллекціонеров»
- «Подмосковные музеи».

Але наклади були невеликі і не мали великого розповсюдження. До того ж, їх вплив був не великим через неписьменність більшості населення, яке і раніше не було ні носієм панської культури, ні її охоронцем чи продовжувачем.
Сталася дивацька ситуація наявності високої, але чужої культури панівного класу, яка не була потрібна в країні ні варварському уряду, ні люмпенському і агресивному населенню.
З 1927 р. почав друкуватися власний «Сборник общества изучения русской усадьбы» товариства. У зв'язку з протидією сталінської влади краєзнавству і його ліквідацією, товариство було теж ліквідовано 1930 року.

### Аналіз ситуації письменником М. Горьким (рос)
| Это психика людей, которые всё ещё не могут забыть, что 56 лет назад ( к 1917 г.) они были рабами - и что каждый из них мог быть выпорот розгами, что они живут в стране, где безнаказанно возможны массовые погромы и убийства и где человек ничего не стоит. Ничего. |

### Аналіз ситуації письменником О. М. Греч
Усвідомлюючи загибель цілісної галузі національної культури Росії, науковець Греч Олексій Миколайович, перебуваючи в концентраційному таборі на Соловках, записав : 
| 1917 року почалась агонія. 1917 року визначилась приреченість російської садиби і усього з нею пов'язаного. Споруди спустошені, білі колони впали. Стежки парків заросли травами настільки, що через десять років її почали косити. Історія закінчила тут власну книгу, аби розпочати нову. Залишилось написати епілог ... « Дворянське гніздо » поруйноване назавжди. Тригорське згоріло, зруйновані Мара Барятинських, Спаське Тургенєва, Остаф'єво Вяземських... За десять років створено грандіозний некрополь. В ньому — культура двох століть. Тут цвинтар пам'яток мистецтва і побуту, думок і образів, надихавших російську поезію, літературу, музику, громадську думку. На велетенському цвинтарі виросли кропива і бур'яни. Скоро закриють вони гори цегли та щебеню ... Нема над цвинтарем надгробкового каменю ... |
Він і намагався створити той надгробковий камінь власним рукописом з назвою Вінець садибам. Уважний до всіх складових садибної культури, котра могла підживлювати будь-яку цивілізацію, окрім традицій завойовників і варварів, він болісно описав навіть трагічну долю садибних бібліотек за часів більшовиків — 
| Книги... Їх вивозили із садиб сотнями і тисячами скринь і пакунків в Москву і Петербург, в губернські і уїздні центри, де вони, потрощені і нікому не потрібні, лежали купами-штосами в музейних коморах і бібліотечних підвалах. Старі видання, захватані руками невігласів, роздерті на частини, використовували на махорочні закрутки, вщент мололи в паперових млинах. Іноді з них видирали, наче шматки живого м'яса, гравюри і віньєтки, а аркуші з текстами йшли на оклеювання стін під шпалери. Або викидали взагалі на з'їдання мишам в обдертих і засмічених кімнатах. Вітер крізь розбиті вікна сумно розносив порожніми залами роздерті аркуші, наче непотрібне, опале листя стежками непотрібних парків. Отак мовчки і болісно гинули після 1917 року старовинні видання в російських садибах. |

### Відновлення товариства з 1992р.

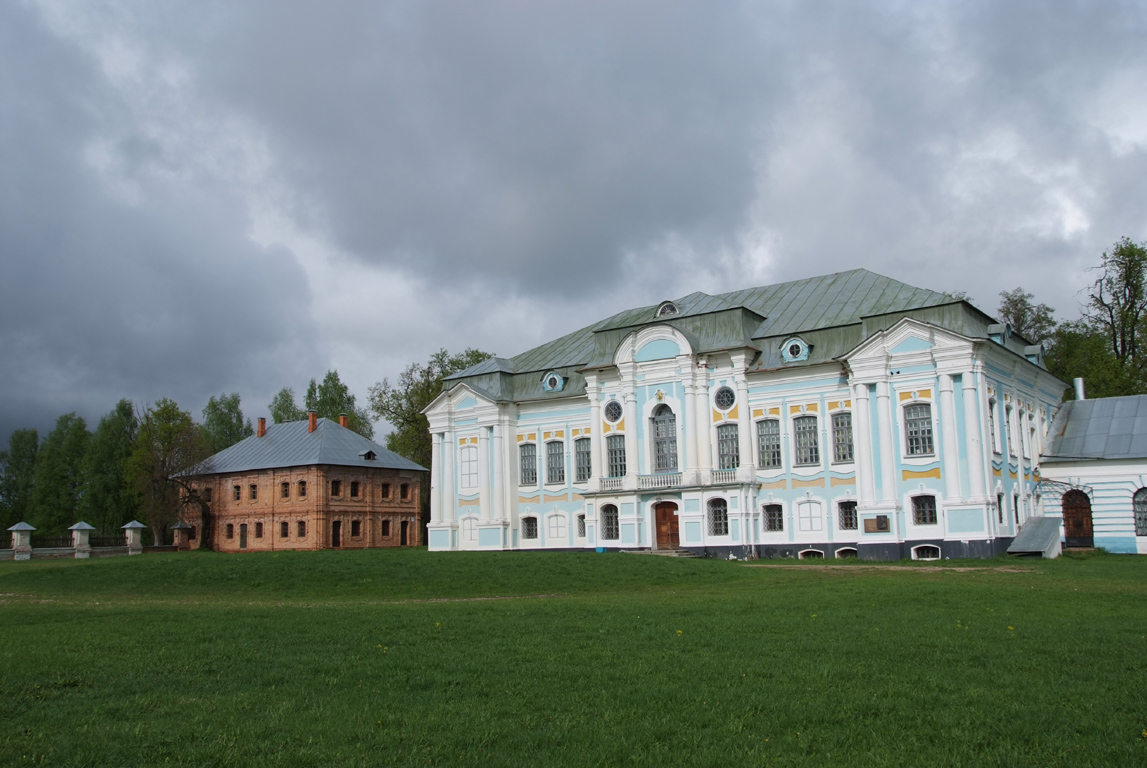
Відновлення садиби Хмеліта, Смоленська обл. Росія, 2009 рік.

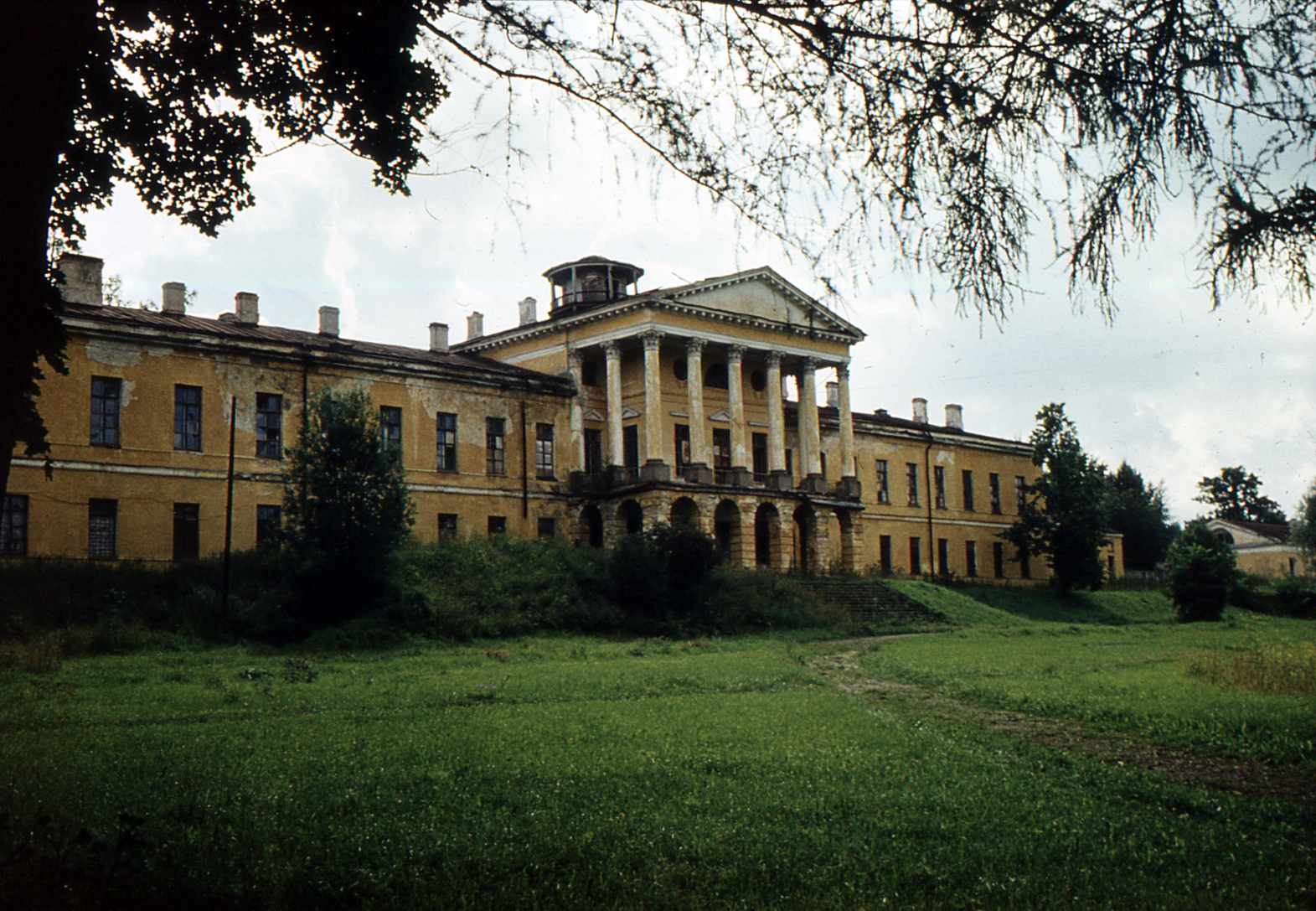
Палац в селищі Ропша до руйнації в 1970-ті рр.. Ленінградська обл. Росія)

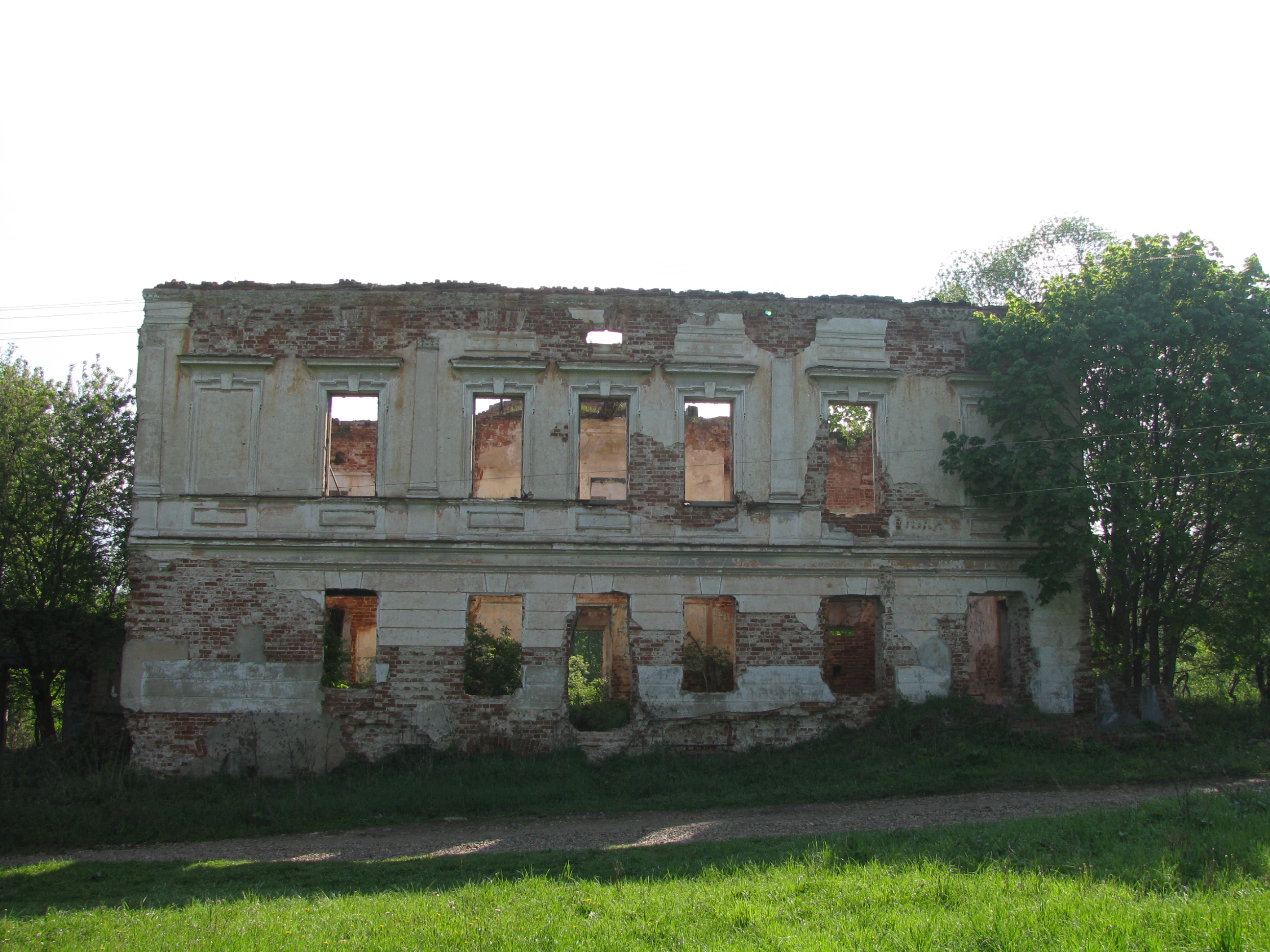
Подмоклово, садиба Долгорукових, руїни флігеля, Московська обл, Росія, 2008 рік.

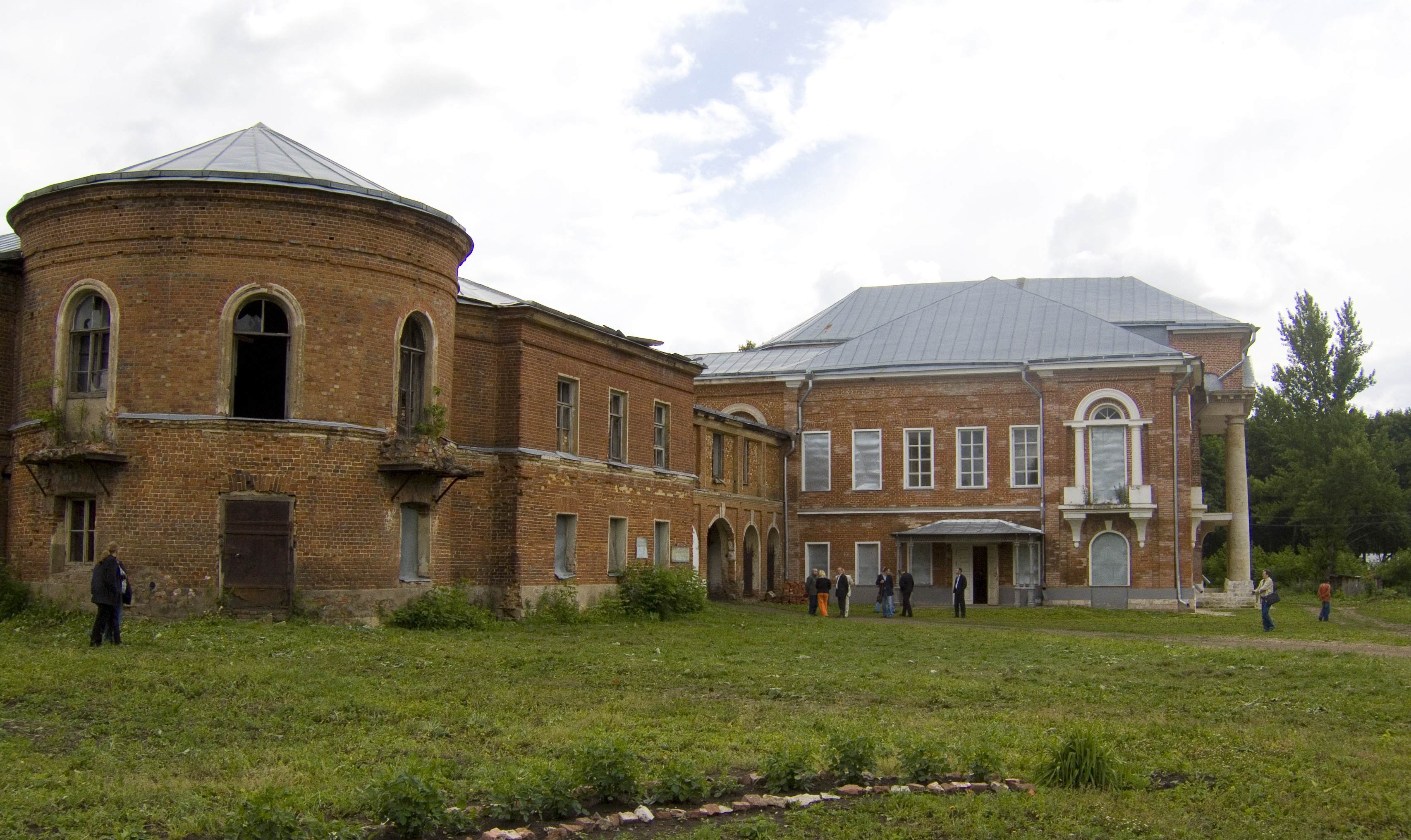
Відновлення садиби Полібіно Нечаєвих, Ліпецька обл.,Росія, 2009

Ситуація трохи змінилася лише до доби швидкого розпаду СРСР. Нове покоління отримало обмежену, але достатню освіту і можливість подорожувати як по країні, так за кордоном. Відновлюється потяг до вивчення історії, культури інших народів і власної. Виникає потреба в вивченні залишків матеріальної культури як в музеях, так і на місцях. На хвилі музейного буму в СРСР засновано ВООПиК — товариство охорони пам'яток історії і культури. В країні повільно починається відновлення зацікавленості до історичного знання, мистецтвознавства, краєзнавства.
У Москві 1992 р. місцевими істориками і мистецтвознавцями відновлено Товариство вивчення російської садиби (ОИРУ). Товариству вдалося об'єднати відомих науковців, істориків, реставраторів і ентузіастів з метою вивчення залишків культурного надбання вже на новому етапі.
Вивчення йде разом з фотофіксацією, виданням власних збірок, краєзнавчими подорожами, науковими конференціями.

### Структура і напрямки діяльності
Правління товариства розташоване в будівлі РНДІ культурного і природного спадку імені Д. С. Ліхачова.
- Перший голова правління відновленого товариства — мистецтвознавець В. Виголов. У 2010 р. товариство очолив директор РНДІ культурного і природного спадку імені Д. С. Ліхачова — Ю. Веденін.
- ОИРУ досі (2010 р.) не має реєстрації в країні.
- Редактор-упорядник збірок товариства «Русская усадьба» — доктор мистецтвознавства М.Нащокіна (2007 р.) До 2009 р. вийшло з друку 15 збірок.
- Ентузіасти ОИРУ заснували в інтернеті сторінку свого товариства з 2008 р.
- Михайло Коробко створив декілька телепередач на Центральному російському телебаченні і надрукував декілька видань з краєзнавчої тематики.
- Андрій Чекмарьов постійно друкує статті і бере участь в створенні статей до однієї з російських енциклопедій («Православна енциклопедія»).
- Ведеться постійне обстеження стану садибного надбання і хроніка вандалізму.

Члени правління ОИРУ (2010 р.)
- Марія Нащокіна, доктор мистецтвознавства
- Леонард Тидман, кандидат мистецтвознавства
- Михайло Коробко, письменник
- Інеса Слюнькова, доктор архітектури
- Андрій Чекмарьов, мистецтвознавець
- Марта Полякова, кандидат історичних наук
- Олексій Сльозкін, мистецтвознавець
- Людмила Перфільєва, мистецтвознавець
- Гарольд Злочевський, кандидат технічних наук та інші.

### Адреса товариства
- Москва, вул. Космонавтів, 2.

### Нова данина пам'яті
- У Росії в Ярославській області виникла ідея нових урочистостей — День пам'яті російської садиби. За проектом, день планують вшановувати 22 серпня.
- У Сполучених Штатах родичка колишнього президента США Рузвельта, Прісцилла Рузвельт організувала — Товариство друзів російської садиби.